# Japanese Overseas Migration Museum
Das Japanese Overseas Migration Museum (engl. für jap. 海外移住資料館 kaigai ijū shiryōkan) in Yokohama beschreibt die Auswanderung von Migranten aus Japan.
Die Zahl der emigrierten Japaner und ihrer Nachfahren beträgt etwa 2,9 Millionen und Yokohama mit dem Sitz der japanischen Auswanderungsbehörde war ein wichtiger Hafen für die Abfahrt der Emigranten. Das Museum zeigt die Auswanderung von Arbeitern nach Hawaii und von Studenten an die amerikanische Westküste in der zweiten Hälfte des 19. Jahrhunderts. Anfang des 20. Jahrhunderts begann dann die Auswanderung nach Südamerika und Australien.
Die Auswanderung wird dabei als glorreicher Erfolg der gemeinsamen multikulturellen Besiedlung von Amerika und Australien durch die zivilisierten asiatischen und europäischen Länder dargestellt. Und das Narrativ von der Überwindung des Rassismus und der Fremdenfeindlichkeit wird präsentiert, während die japanische Kolonialpolitik in Asien und die Besatzungspolitik während des Zweiten Weltkrieges ausgeklammert bleibt.
Betreiber des Museums ist die kokusai kyōryoku kikō (国際協力機構, wörtl. „Organisation [für] internationale Zusammenarbeit“, engl. „JICA“), eine dokuritsu gyōsei hōjin („unabhängige Verwaltungskörperschaft/Selbstverwaltungskörperschaft“, engl. „independent administrative institution“, „independent administrative corporation“ und anderes) der japanischen Regierung.